# Mycale profunda
Mycale profunda är en svampdjursart som beskrevs av Koltun 1964. Mycale profunda ingår i släktet Mycale och familjen Mycalidae. Inga underarter finns listade i Catalogue of Life.